# Rhynchocypris percnurus
Rhynchocypris percnurus är en fiskart som först beskrevs av Pallas, 1814.  Rhynchocypris percnurus ingår i släktet Rhynchocypris och familjen karpfiskar. IUCN kategoriserar arten globalt som livskraftig. Inga underarter finns listade i Catalogue of Life.